# Diocesi di Kolwezi
La diocesi di Kolwezi (in latino Dioecesis Koluezensis) è una sede della Chiesa cattolica nella Repubblica Democratica del Congo suffraganea dell'arcidiocesi di Lubumbashi. Nel 2021 contava 1.385.350 battezzati su 2.611.624 abitanti. È retta dal vescovo Richard Kazadi Kamba.

## Territorio
La diocesi comprende l'intera provincia di Lualaba, ad eccezione dei territori che si trovano ad est del fiume Lualaba, nella Repubblica Democratica del Congo.
Sede vescovile è la città di Kolwezi, dove si trova la cattedrale di Santa Barbara e Sant'Eligio.
Il territorio si estende su una superficie 105.184 km² ed è suddiviso in 36 parrocchie.

## Storia
La diocesi è stata eretta l'11 marzo 1971 con la bolla Qui beatissimo Petro di papa Paolo VI, ricavandone il territorio dalla diocesi di Kamina.

## Cronotassi dei vescovi
Si omettono i periodi di sede vacante non superiori ai 2 anni o non storicamente accertati.
- Victor Petrus Keuppens, O.F.M. † (11 marzo 1971 - 25 aprile 1974 dimesso)
- Floribert Songasonga Mwitwa † (25 aprile 1974 - 22 maggio 1998 nominato arcivescovo di Lubumbashi)
  - Sede vacante (1998-2000)
- Nestor Ngoy Katahwa (16 novembre 2000 - 11 gennaio 2022 ritirato)
- Richard Kazadi Kamba, dall'11 gennaio 2022

## Statistiche
La diocesi nel 2021 su una popolazione di 2.611.624 persone contava 1.385.350 battezzati, corrispondenti al 53,0% del totale.
| anno | popolazione | popolazione | popolazione | presbiteri | presbiteri | presbiteri | presbiteri                | diaconi | religiosi | religiosi | parrocchie |
| anno | battezzati  | totale      | %           | numero     | secolari   | regolari   | battezzati per presbitero | diaconi | uomini    | donne     | parrocchie |
| ---- | ----------- | ----------- | ----------- | ---------- | ---------- | ---------- | ------------------------- | ------- | --------- | --------- | ---------- |
| 1980 | 128.553     | 668.183     | 19,2        | 29         | 8          | 21         | 4.432                     |         | 25        | 64        | 24         |
| 1990 | 286.000     | 766.150     | 37,3        | 47         | 19         | 28         | 6.085                     |         | 86        | 73        | 30         |
| 1999 | 590.210     | 969.526     | 60,9        | 55         | 32         | 23         | 10.731                    |         | 201       | 104       | 29         |
| 2000 | 497.621     | 935.637     | 53,2        | 57         | 36         | 21         | 8.730                     |         | 111       | 112       | 29         |
| 2001 | 590.210     | 969.526     | 60,9        | 61         | 35         | 26         | 9.675                     |         | 126       | 90        | 29         |
| 2002 | 590.210     | 969.526     | 60,9        | 61         | 35         | 26         | 9.675                     |         | 126       | 90        | 29         |
| 2004 | 615.000     | 1.050.000   | 58,6        | 68         | 37         | 31         | 9.044                     |         | 149       | 103       | 30         |
| 2006 | 639.863     | 1.091.709   | 58,6        | 73         | 38         | 35         | 8.765                     |         | 199       | 128       | 31         |
| 2013 | 791.000     | 1.351.000   | 60,2        | 87         | 48         | 39         | 9.091                     |         | 135       | 113       | 35         |
| 2016 | 1.213.260   | 2.245.000   | 54,0        | 92         | 54         | 38         | 13.187                    |         | 151       | 125       | 35         |
| 2019 | 1.378.000   | 2.450.000   | 56,2        | 86         | 50         | 36         | 16.023                    |         | 173       | 142       | 35         |
| 2021 | 1.385.350   | 2.611.624   | 53,0        | 88         | 50         | 38         | 15.742                    |         | 181       | 158       | 36         |